# Sissí, emperadriu
Sissí, emperadriu (títol original en alemany: Sissi - Die junge Kaiserin) és una pel·lícula austríaca dirigida per Ernst Marischka el 1956. Ha estat doblada al català.

## Argument[2]
Sissí i Franz són ara casats, però la jove emperadriu porta malament el protocol de la cort de Viena, i porta bastant malament el fet que la seva sogra, l'arxiduquessa Sofia, l'espia permanentment. Sissí confia al seu diari que se sent sola, i que lamenta la seva vida a Baviera. L'arxiduquessa Sofia que havia pres el diari íntim de Sissí el llegeix a Franz que queda bastant contrariat, Sissí li reconeix que se sent molt sola, però que és feliç quan són junts. Sissí té igualment un gran interès per Hongria, ja que no té sobirans; a Sissí li agrada aquest país que mai no ha visitat, tanmateix, i promet al seu professor d'hongarès, que farà servir tota la seva influència a favor d'aquest país. Guanya una primera victòria, quan convenç Franz de no condemnar a mort el comte Andrássy i els altres rebels; aquest últim va a Palau per agrair-li-ho. Sissí el convida a ell i els seus compatriotes al pròxim ball de la cort. En aquest ball, Sissí es desmaia i s'assabenta pel metge que ella espera el seu primer fill, que resulta ser una noia. Sense consultar Sissí, Franz i la seva mare decideixen anomenar aquesta petita, Sofia. Però els dies feliços de Sissí com a mare seran de curta durada, l'arxiduquessa d'acord amb Franz retira a Sissí la custòdia de la nena, pretextant que Sissí és massa jove per donar a aquesta nena una educació digna del seu rang. Sissí ferida de no tenir el suport del seu marit, fuig de Viena i marxa amb els seus pares a Baviera.
La seva mare, la duquessa Lluïsa de Baviera és feliç de tornar a veure la seva filla, que no gosa reconèixer que ha fugit de Viena, però ho reconeix al seu pare en un passeig pel bosc. Però Franz estima Sissí més que tot, la va a buscar a Baviera i la convenç de tornar a Viena, passen alguns dies a la muntanya on poden oblidar tot les preocupacions de la cort. Però una vegada tornats a Viena, Sofia es nega a tornar la seva filla a Sissí, i aquesta decideix llavors abandonar Viena, i marxar per sempre, Lluïsa va llavors a veure la seva germana, l'arxiduquessa Sofia i intenta fer-la entrar en raó. Sofia és humana, i estima el seu fill, s'ha sacrificat per ell, i no ha de destruir aquesta felicitat que li ha costat la vida construir. Al principi Sofia resisteix, per ella Sissí és abans de tot Emperadriu i ha de donar suport a Franz, però acaba cedint i torna la petita Sofia a Sissí. Aquesta assisteix a la recepció dels delegats hongaresos, o s'assabenta que serà coronada al mateix temps que Franz, Reina d'Hongria.

## Repartiment
- Romy Schneider: Príncesa Elisabeth de Baviera anomenada Sissí
- Karlheinz Böhm: Francesc Josep I d'Àustria anomenat Franz
- Magda Schneider: Duquessa Lluïsa de Baviera
- Gustav Knuth: Duc Max de Baviera
- Uta Franz: Princesa Helene
- Walther Reyer: Comte Andrássy
- Peter Weck: Arxiduc Karl-Ludwig
- Vilma Degischer: Arxiduquessa Sofia de Baviera
- Erich Nicowithz: Arxiduc Franz-Karl
- Josef Meinrad: Coronel Böckl

## Al voltant de la pel·lícula
A més a més de les creacions d'Anton Profes, l'acompanyament musical comprèn nombroses obres clàssiques, entre les quals diversos valsos de Johann Strauss i l'Alleluia del Messies de Georg Friedrich Haendel.
La pel·lícula forma part d'una trilogia amb Sissí (1955) i Sissi - Schicksalsjahre einer Kaiserin (1958).

## Premis i nominacions
Nominacions
- 1957: Palma d'Or per Ernst Marischka